# Caersws Football Club
El Caersws Football Club (en galés: Clwb Pêl Droed Caersŵs) es un club de fútbol de Gales, con sede en Caersws. Fue fundado en 1887 y compite en la Cymru North, segunda categoría del fútbol galés.

## Historia
El club fue fundado en 1887 como Caersws Amateurs, y adoptó el nombre actual cuando se quitó la condición de club aficionado en 1974. El equipo juega en el Caersws Recreation Ground, que da cabida a 4000 espectadores (250 sentados).
El primer uniforme del equipo es camisas azules, pantalones cortos blancos y medias azules. El segundo uniforme es de camisas naranja, shorts negros y calcetines de color naranja.

### Origen
Aunque fundada a finales del siglo XIX, el club no estuvo disfrutado poco o ningún éxito hasta la década de 1960, cuando ganó la Liga de Gales en 1959-60, 1960-61, y 1962-63, y apareció en tres veces en la Copa Amateur De Gales, ganando la Copa en 1960-61. También ganó la copa (que ahora se llama el galés Intermedio Cup) en 1989. En la liga, la fortuna se desvaneció hasta que ganó el título de nuevo en 1978, y cuatro veces más antes de que se invitó un unirse a la Alianza País de Gales en 1990. En 1992 se convirtieron en miembros fundadores de la Liga de Gales.
El Caersws ganó la Copa de la Liga en 2000-01 y 2001-02, y jugó en la Copa Intertoto, al ser derrotado por 3-1 en el agregado PFC Marek Dupnitsa de Bulgaria.

## Palmarés

### Torneos nacionales
- Copa de la Liga de Gales (3): 2000–01, 2001–02, 2006–07
- Segunda División de Gales (1): 1991-92
- Copa de la Liga de Segunda División (1): 2014-15
- Ardal NE League (1): 2022-23
- Liga del Centro de Gales (9): 1959-60, 1960-61, 1962-63, 1977-78, 1982-83, 1985-86, 1988-89, 1989-90, 1996-97
- Copa Intermedia (1): 1988-89
- Copa Amateur (1): 1960-61

## Participación en competiciones europeas
| Temporada | Competición    | Ronda | Club           | Cómputo global | Casa | Fuera |
| --------- | -------------- | ----- | -------------- | -------------- | ---- | ----- |
| 2002      | Copa Intertoto | 1     | Marek Dupnitsa | 1-3            | 1-1  | 0-2   |